# Maëlan Rabut
Pas d'image ? Cliquez ici

a Compétitions nationales et continentales officielles uniquement.

Dernière mise à jour le 12 novembre 2024.
Maëlan Rabut, né le 8 septembre 1996, est un joueur français de rugby à XV qui évolue aux postes de centre ou d'arrière à Oyonnax Rugby.

## Biographie
Maëlan Rabut est deuxième enfant d'une fratrie de trois garçons, et grandit à Arcueil avant de déménager à Antony. Il démarre la pratique du rugby à XV à l'âge de six ou sept ans au Paris université club. Il rejoint le RC Massy dans la catégorie des juniors en 2013. Dans la catégorie des Crabos, il se rompt les ligaments croisés d'un genou. 
Lors de la saison 2017-2018, il ne dispute que sept rencontres en raison de la concurrence de Thomas Girard. Après le départ de ce dernier au Colomiers Rugby à l'intersaison, Rabut s'installe comme un titulaire de l'équipe massicoise pour la saison 2018-2019, qui voit le club terminer à la dernière place de Pro D2 et donc d'être relégué en Fédérale 1. 
Au mois d'avril 2019, le transfert de Rabut au RC Vannes pour la saison prochaine est officialisé, Rabut signant un contrat de trois saisons avec le club vannetais. Pour son dernier match avec le RC Massy le 12 avril 2019 contre le Stade montois, il se rompt les ligaments croisés de l'autre genou dès la première minute de jeu. Il dispute son premier match avec le club le 12 janvier 2020, après neuf mois d'arrêt pour sa rupture des ligaments croisés. Lors de la saison 2020-2021, il participe à l'épopée qui mène le club breton jusqu'en demi-finale d'accession en Top 14.  
En 2022, il rejoint le RC Toulon, avec qui il dispute son premier match de Top 14 le 6 novembre 2022 face au Montpellier HR après des débuts retardés par une blessure à la clavicule. Il ne réussit jamais vraiment à s'imposer au RCT en deux saisons, freiné par des blessures récurrentes ainsi que par des commotions et même une une rage de dents.  
En avril 2024, son transfert à Oyonnax Rugby à partir de la saison prochaine est annoncé, pour un contrat de deux années. Malgré la volonté des dirigeants toulonnais de racheter son pré-contrat, il prend finalement bien la direction du club oyonnaxien à l'intersaison. Il manque le début de saison en raison d'une blessure à l'épaule, puis doit quitter la pelouse à la mi-temps de son premier match contre le Stade niçois en raison d'une blessure aux côtes, avec tout de même un essai inscrit.  